# Мизиковский, Ефим Абрамович
Ефим Абрамович Мизиковский (род. 25 мая 1938) — советский и российский экономист, доктор экономических наук, профессор, заведующий кафедрой бухгалтерского учета, анализа и аудита финансового факультета Нижегородского университета им. Н. И. Лобачевского, заслуженный профессор университета, один из основателей современной отечественной школы бухгалтерского учета[уточнить]. 
Руководитель научно-педагогической школы «Бухгалтерский учёт, экономический анализ и аудит» при ННГУ им. Н. И. Лобачевского.
Является председателем Диссертационного совета по специальности «бухгалтерский учёт, статистика» при Нижегородском государственном университете им. Н. И. Лобачевского, президентом Территориального института профессиональных бухгалтеров Нижегородской области, одним из первых организаторов аудиторской деятельности в Нижегородском регионе.
Под научным руководством Е. А. Мизиковского защищены 5 докторских и 26 кандидатских диссертаций.
Автор более 150 научных и учебно-методических работ, принимал активное участие в разработке действующего Плана счетов и инструкции по его практическому использованию.
Награждён золотой медалью Министерства финансов РФ и Института профессиональных бухгалтеров РФ за большой личный вклад в развитие бухгалтерского учета и аудита в стране.